# 台東区立書道博物館

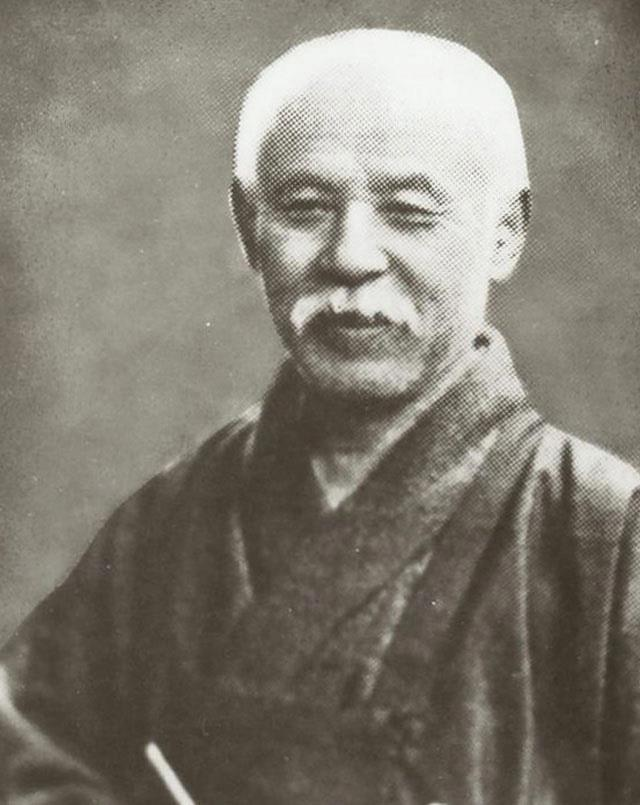
創設者 中村不折

台東区立書道博物館（たいとうくりつ しょどうはくぶつかん）は、東京都台東区根岸にある中国および日本の書道に関する博物館。

## 概要
本館および中村不折記念館よりなる。
洋画家中村不折が蒐集した甲骨文、青銅器、石経、墓誌、拓本、法帖などの書道史研究上重要な資料約16000点を収蔵する。収蔵品には重要文化財11件（12点）、重要美術品5件を含む。収蔵品の大部分には何らかの形で文字が書かれ、または刻まれていることが特色で、紙に書かれた作品以外に、在銘の中国の石仏や銅鏡なども含まれる。

## 沿革
- 1936年（昭和11年） 書道博物館開館。初代館長中村不折。
- 1943年（昭和18年） 中村不折逝去。第2代館長中村丙午郎。
- 1952年（昭和27年） 博物館法指定博物館となる。中村不折宅址として東京都史跡指定をうける。
- 1990年（平成2年） 中村丙午郎逝去。第3代館長中村初子。
- 1995年（平成7年） 書道博物館閉館し台東区へ寄贈。
- 1999年（平成11年） 中村不折記念館完成。
- 2000年（平成12年） 台東区立書道博物館として開館。
- 2013年（平成25年） 庭園内に明治時代に建てられた不折の蔵を復元[1][2]。

## 主な収蔵品

王献之『地黄湯帖』（唐時代の搨模本、原本は東晋

### 重要文化財
- 春秋左氏伝残巻 紙背妙法蓮華経馬明菩薩品第三十 1枚 晋[3]
- 論語鄭注残巻 1巻 唐
- 三国志 呉志第十二残巻 1巻 晋
- 三国志 呉志第廿残巻 1巻 唐
- 抱朴子 内篇巻第一残巻 1巻 六朝
- 荘子 天運篇第十四、知北遊篇第廿二 2巻 唐
- 法句譬喩経 巻第三残巻 甘露元年奥書  1巻 姚秦
- 菩薩蔵経 第一残巻 承平十五年大涼王大且渠安周所供養経 1巻 北魏
- 摩訶般若波羅蜜経 巻第十四残巻 梁達安王蕭偉願経 1巻 梁
- 宋版十誦尼律 巻第四十六 開宝七年奉勅雕造の記並びに大観二年の印造記あり 1巻 宋
- 捜神記 句道興撰 敦煌出土 1巻 唐

### 重要美術品
- 銅製神獣鏡 呉建興二年銘
- 銅製獣首鏡 魏甘露五年銘
- 銅製戈 廿九年偸氏云々の銘
- 銅製戈 廿九年武脩云々の銘
- 瓦缾（瓦瓶）永寿二年漆書銘

### その他
- 『自書告身帖』・『多宝塔碑』（顔真卿）、『地黄湯帖』（王献之）、他

### 中村不折作品
- 臨顔真卿裴将軍詩軸、春江釣魚、他多数

## 所在地・アクセス
- 東京都台東区根岸2-10-4
- JR東日本鶯谷駅北口より徒歩5分
- 休館日　月曜日、年末年始、特別整理期間
- 入館料　有料

開館時間・休館日・料金などの詳細は公式サイトを参照のこと。